# Хайредин Барбароса
Хайредин Барбароса (на арабски: خير الدين بربروس; на турски: Barbaros Hayreddin Paşa), известен още като Хайредин и Хайр-ад-Дин, с рождено име Хъзър и Хъзър-реис (ок. 1478 – 4 юли 1546), е османски велможа и адмирал на флота при управлението на Сюлейман I и султан на Алжир.
Името Хайредин (в превод от арабски „най-доброто от вярата“) е почетно име, дадено му от османския султан Сюлейман Великолепни, а заради червеникавата си брада става известен като Барбароса (Червенобради в превод от италианското „barba rossa“) главно сред европейците. Впрочем с този прякор преди него е известен и по-големият му брат Оруч Барбароса, бей на град Алжир, след чиято гибел в битка с испанците прякорът преминава и към Хайредин.

## Биография
Хайредин е роден в семейството на Якуп ага, османски спахия от албански произход и неговата съпруга – православна християнка на име Катерина от остров Лесбос.
След смъртта на брат му Оруч Барбароса през 1518 г. Хайредин поема командването на пиратски флот с численост на екипажите от няколко хиляди души и през 1518 г. се обявява за султан под името Барбароса II, признавайки върховната власт на Османската империя. Заради червените си бради и двамата братя имитират императора на Свещената Римска империя и предводител на Третия кръстоносен поход Фридрих Барбароса.
Испанците обаче подготвят атака срещу северноафриканското крайбрежие на Алжир, владяно от флотилията на Хайредин, но османският пират предвижда този развой на нещата. На 17 август 1518 г. голяма испанска армия под командването на вицекраля на Сицилия Хуго де Монкада дебаркира на северноафриканския бряг и се настанява на стан в Алжир. Испанците изисват незабавно възстановяване на властта им над тази територия. Хайредин им отказва, решавайки да се брани в крепостта Алжир. Монкада се подготвя за щурм, но решава да изчака подкрепления от султана на Тлеменсена, разколебан от командващия артилерията. Внезапна морска буря потапя 26 испански кораба с 4000 души екипаж. Хайредин излиза от крепостта и разбива остатъка от испанската армия, пленявайки я и обръщайки я в роби на османските галери.
За проявената храброст Хайредин е назначен от Сюлейман Великолепни за командващ войските в Африка. Последвалата морска дейност на Хайредин Барбароса кара император Карл V през 1535 г. да изпрати срещу него мощна флота под командването на изявения адмирал Андреа Дориа. Въпреки някои победи в тунизийската кампания, испанските сили губят войната срещу Барбароса и неговите пирати.
Благодарение на натрупаното несметно богатство, Барбароса II (както става известен през 16 век) живее последните си години в спокойствие в Цариград, където умира в двореца си на Босфора, и е погребан в своя джамия, построена специално за целта. По традиция всеки османски кораб, напускащ залива Златния рог, дава салют в чест и поздрав пред неговия мавзолей, а екипажите на корабите произнасят специална молитва в памет на османския адмирал и велик пират.